# Tōru Azuma
Pour les articles homonymes, voir Azuma (homonymie).
Tōru Azuma (東 徹, Azuma Tōru), né le 16 septembre 1966, est un homme politique et assistant social japonais, membre de la  Chambre des Conseillers ; il est affilié au Parti de la Restauration du Japon.
Auparavant, il a été membre de l'Assemblée de la préfecture d'Osaka pour trois mandats.

## Biographie

### Jeunesse et formation
Tōru Azuma est diplômé du lycée Momoyama Gakuin et de la faculté de droit de l'université Kindai, dans le département de droit des affaires. Il a également une maîtrise (spécialisation en protection sociale et systèmes sociaux) de l'université Tōyō. Il travaille comme employé de Yamato Danchi (actuellement Daiwa House Industry), puis dans une maison de retraite ; ensuite, il devient directeur adjoint du département de protection sociale de l'Osaka Health and Welfare College et secrétaire de Tarō Nakayama, membre de la Chambre des représentants,.

### Membre de l'Assemblée de la préfecture d'Osaka
Lors des élections à l'Assemblée de la préfecture d'Osaka en 2003, il se présente pour le parti libéral-démocrate dans la circonscription de l'arrondissement de Suminoe de la ville d'Osaka ; il remporte sa première élection et succède à son père.
En 2007, il est réélu membre de l'assemblée préfectorale d'Osaka.
En 2010, il quitte le parti libéral-démocrate et participe à la création du parti "Osaka Ishin no Kai".
En 2012, lors de la formation de l'Association pour la restauration du Japon, il devient président général du parti.
En décembre 2015, il devient président du comité des affaires générales de l'Osaka Ishin no Kai (rebaptisé Nippon Ishin no Kai l'année suivante).

### Membre de la Chambre des conseillers
En 2013, Tōru Azuma  démissionne de l'Assemblée préfectorale d'Osaka au milieu de son troisième mandat. En juillet de la même année, il se présente à la 23e élection ordinaire de la Chambre des conseillers dans la circonscription électorale d'Osaka, comme candidat de l'Association japonaise pour la restauration, et il est élu avec le plus grand nombre de voix.
Le 21 septembre 2014, le parti Nippon Ishin no Kai fusionne avec le parti de l'unité pour devenir le parti Ishin, et  Azuma devient membre de la Diète sous étiquette du parti Ishin.
Tōru Azuma se présente aux 25e élections régulières de la Chambre des conseillers en juillet 2019 dans la circonscription électorale d'Osaka comme membre du Nippon Ishin no Kai, et il est réélu à la deuxième place en termes de nombre de voix (la première place va à Mizuho Umemura du même parti).

## Prises de position politiques
Voici les prises de position politiques de Tōru Azuma d’après ses réponses à différentes enquêtes de médias japonais:
- L'article 9 de la Constitution devrait être modifié pour préciser le rôle et les limites des forces d'autodéfense[7].
- Le droit à l'autodéfense collective doit être reconnu[7].
- Les centrales nucléaires sont nécessaires pour le moment, mais devraient être supprimées à l'avenir[7].
- L'armement nucléaire du Japon doit être envisagé en fonction de la situation internationale[7].
- Les visites au sanctuaire Yasukuni par les premiers ministres et les ministres ne posent pas de problème[7].
- La Déclaration de Kono devrait être révisée[7].
- Il est opposé à l'introduction d'un revenu de base[8].

## Critiques et polémiques

### Dons d'entreprises affiliées à des groupes du crime organisé
De 2003 à 2007, la 2e branche du Parti libéral-démocrate de l'arrondissement Suminoe de la ville d'Osaka, dont Azuma est le représentant, a reçu des dons de 120 000 yens par an d'une entreprise de construction de la ville de Sakai, désignée comme une entreprise liée au crime organisé par la police préfectorale d'Osaka. Azuma a déclaré « Au moment où nous avons reçu les dons, nous n'avions aucune idée de leurs relations avec des groupes du crime organisé » et il a remboursé cet argent en 2008 et 2009.

### Relations avec Moritomo Gakuen
En ce qui concerne l'affaire Moritomo Gakuen, la préfecture d'Osaka a assoupli les normes pour la création d’écoles en avril 2012. Le 23 mars 2017, le président de Moritomo Gakuen, Yasunori Kagoike, a été cité à comparaître comme témoin à la Diète, et Kagoike a expliqué qu'il avait demandé à Tōru Azuma son aide pour assouplir les normes d'approbation des installations. Azuma a tenu une conférence de presse le même jour, admettant qu'il avait rencontré Kagoike et qu'ils avaient discuté les normes d'installation, mais il a affirmé qu'il n'avait reçu aucune demande spécifique. Il a nié toute accusation de lobbying inapproprié a la préfecture ou avoir reçu de l'argent.

## Affiliations
- Membre de Nippon Kaigi[13]
- Membre de l'association des parlementaires visitant le sanctuaire Yasukuni[13]
- Conseiller politique de la Pachinko Chain Store Association[14]

## Livres
- 『それでも維新の『身を切る改革』 改革をすすめない国会議員たち』（金風舎, 2018） (ISBN 978-4903628332)
- 『やさしく解説！すっきりわかる！大阪都構想』（PHP研究所, 2020） (ISBN 978-4569847559)